# Dům čp. 113 (Lázně Libverda)
Dům čp. 113 je památkově chráněný objekt v Lázních Libverdě, obci na severu České republiky při státní hranici s Polskem, ve Frýdlantském výběžku Libereckého kraje. Interiéry budovy jsou v lázeňském provozu využívány pro koupele pacientů a objekt je proto pojmenován „Vodoléčba“.

## Poloha a historie
Stavba se nachází severozápadně od lázeňské kolonády při místní komunikaci spojující centrum obce s osadou Peklo, součástí města Raspenavy, resp. s pekelskou částí někdy nazývanou Nebe. Jižně od objektu, na opačné straně zmíněné komunikace, stojí objekt místního zámečku, pro nějž dům čp. 113 plnil úlohu hospodářské budovy se stájemi a prostorem pro uschování kočárů.

## Popis budovy
Zděný patrový objekt je postavený na obdélníkovém půdorysu s delší hranou rovnoběžnou s budovou zámečku. Na západní i východní straně je dům doplněn nárožními křídly, jež spolu se zámkem vytváří dojem nádvoří. Stavba je zakončena valbovou střechou pokrytou plechovými šablonami, jejichž jednolitost narušují řady střešních oken. Na severní straně se nachází terénní zlom, jenž je od domu oddělen opěrnou zdí vybudovanou do výše prvního patra. Ostatní boční stěny jsou nahozeny hladkými omítkami a jsou členěny nárožními lizénami, které se objevují rovněž na bočních rizalitech. Okna jsou ozdobena štukovými šambránami.
Uvnitř budovy se původně nacházely tři trakty s chodbou vedoucí jejich středem, jež byla v horní části zakončena pruskou klenbou. Z chodby se vstupovalo do kójí, jež měly stropy zaklenuté plackami. Do nich byly při rekonstrukci objektu na vodoléčbu instalovány vany pro balneoprovoz.